# 안윤관
안윤관(安允寬, 1892년 12월 23일 ~ 1950년 12월 26일)은 일제 강점기의 독립운동가이다. 본관은 순흥(順興), 호(號)는 덕천(德川)이다.

## 생애
평안도 덕천(德川)에서 출생하여 지난날 한때 전라도 정주와 전라남도 담양을 거쳐 전라남도 순천에서 잠시 유아기를 보낸 적이 있으며 1898년에 평안남도 덕천 향리 땅으로 귀향하여 성장하였다.
1920년 3월 대한독립단(大韓獨立團) 덕천지부(德川支部)에 가입하여 동지들과 군자금 100원을 헌납하는 동시에 군자금으로 70원을 모집하는 활동을 하다가 일경에게 피체되었다.
1921년 10월 26일 평안남도 평양지방법원에서 징역 3년형이 확정되어 옥고를 치렀으며 1924년에 만기출감하였다.
그 후 1925년 중화민국에 건너가서 국민정부 시대 중화민국 대륙 본토 장쑤 성 상하이 주재 대한민국 임시정부 예하 한국독립당 행정위원을 1925년 11월에서 1926년 2월까지 지냈으며 1926년 2월에 한국독립당 탈당한 후 중화민국 장쑤 성 난징, 중화민국 푸젠 성 푸저우, 중화민국 광둥 성 광저우 등지에서 소작농과 보따리 장수 등으로 기거하다가 1938년 조선국 고국에 귀국하였으며 1945년 8월 15일 경기도 인천 제물포에서 일본국 패망과 조선국 광복을 목도하였다.
그 후 미 군정 남조선 과도정부 시대 서울 땅에 입성하여 서울에 있던 중 1950년 한국 전쟁 시절에 최남쪽 지방 땅으로 피난하여 결국 전라남도 고흥 피난지에서 병사하였다.

## 사후
그의 사후 대한민국 정부에서는 고인의 공훈을 기리고자 1986년 3월 1일을 기하여 대한민국 대통령 표창장이, 1990년 3월 1일을 기하여 대한민국 건국훈장 애족장이 각각 추서되었다.